# Capella de Sant Blai (Nules)
La Capella de Sant Blai, és un edifici religiós, datat del segle xiv, reedificada al segle xviii, que es troba al carrer Sant Blai de Nules, a la comarca de la Plana Baixa, que està catalogat com Bé de Rellevància Local segons la Disposició Addicional Cinquena de la Llei 5/2007, de 9 de febrer, de la Generalitat, de modificació de la Llei 4/1998, d'11 de juny, del Patrimoni Cultural Valencià (DOCV Núm. 5.449 / 13/02/2007), amb codi 12.06.082-004.

## Història
La Capella es remunta al segle xiv, quan Gilabert Centelles, que era el senyor de Nules, va deixar escrit en el seu testament de 1365 la fundació d'una capellanía amb la invocació de sant Joan. Aquesta capella va ser seu de l'antiga Confraria de la Sang en els seus inicis mentre que més tard, en construir-se l'església de la Sang, la seu es va ressituar en aquest nou temple. La capella es va construir en un carrer conegut com a "Carrer de l'hospital" fins al segle xvi. En 1721 es reedificó l'antiga capella, seguint les pautes de l'estil barroc, que es va dedicar a Sant Blai, que alhora donaria nom al carrer.
Aquest inici relacionat amb la confraria de la Sang és el motiu pel qual una figura de Crist, antigament articulada, que era utilitzada en les representacions del davallament de la Creu, fins que van ser prohibides, i convertida en jacent, es conserva en la Capella de Sant Blai que és realment l'antic oratorio de l'Hospital annex, que en l'actualitat és seu d'un Centre de la Tercera Edat.

## Descripció artística
L'edifici de la capella de Sant Blai està adossat a altres edificis per tots els seus costats excepte per la façana, la qual presenta un sòcol i es remata amb una espadanya barroca. Presenta una porta d'accés al temple amb forma de rectangle amb llinda i espiell enreixat. Per sobre de la porta s'obre una finestra de formes semblants a la porta.
En el seu interior es pot contemplar un retaule barroc en el qual en la fornícula central se situa una imatge del sant de la advocación de la capella, mentre que als peus existeix una urna acristalada en la qual es troba el Crist Jacent provinent de l'antic hospital.